# Albert Guérisse
 (avril 2018).
Albert Guérisse (1911-1989) est un médecin militaire et un résistant belge. Pendant la Seconde Guerre mondiale, sous le nom de Pat O'Leary, il dirigea une filière d’évasion connue sous le nom de réseau Pat O'Leary ou de Pat Line, grâce à laquelle plus de 600 aviateurs anglais et américains ont pu rentrer sains et saufs en Angleterre après que leur appareil eut été abattu au-dessus de la France occupée.

## Biographie

### Avant la guerre
Albert-Marie Edmond Guérisse naît à Bruxelles le 5 avril 1911. Il étudie la médecine à l'Université catholique de Louvain puis à l’Université libre de Bruxelles, en qualité d'élève-médecin militaire. Lieutenant médecin en 1936, il est affecté au 1er Régiment de Lanciers qui est stationné à Spa, près de la frontière allemande.

### Pendant la guerre
Le 10 mai 1940, lorsque les Allemands envahissent la Belgique, il participe à la Campagne des 18 jours. Pendant les combats de Juprelle et de Geluwe, il se distingue en allant porter secours aux blessés sous le feu ennemi, ce qui lui vaudra la Croix de Guerre avec palme. Le 28 mai 1940, quelques heures après la capitulation de l'armée belge, il choisit de rejoindre les lignes anglaises afin de continuer la lutte. Il parvient le 1er juin, avec un groupe d'officiers commandés par le Colonel Bastin, à embarquer vers l’Angleterre entre la Panne et Dunkerque sur un bateau à aubes britannique, le Westward 760. A peine arrivé, il est renvoyé le 4 juin en France par le navire Batavia II vers Brest, avec quelques 400 militaires belges, en vue d’un hypothétique regroupement des forces belges à Poitiers (siège du gouvernement belge). Le 12 juin il est désigné pour le centre d'instruction du service de Santé dans la région des Sables-d’Olonne. Le 15 juin, sur le point d'être fait prisonnier des Allemands, il s'en évade et rejoint le centre de regroupement des blindés dans le sud de la France, à Lunel-Viel. Après la capitulation française, il refuse l'ordre de se laisser constituer prisonnier et rejoint la côte avec quelques officiers belges (notamment les lieutenants Georges Danloy, Freddy Gréban de Saint-Germain, Jacques de Brabant, Paul et Victor Nicod et de Jean de Selys Longchamps). Fin juin, ils embarquent à Sète sur un navire charbonnier britannique, le Northmoor, avec des troupes de la légion tchèque. Arrivé dans la rade de Gibraltar le 27 juin, Guérisse profite de l'occasion de compléter l’équipage d’un navire marchand français (Le Rhin) que son commandant (Péri) compte mettre à la disposition de la marine anglaise.
Au mois d'août, Le Rhin accoste à Barry Docks (en). Péri devient le commandant Langlais et obtient de l’amirauté britannique que le bateau et son équipage naviguent désormais sous le pavillon du Blue Ensign, attribué aux navires de réserve de la Royal Navy, ceux de la Navy étant sous le White Ensign et les bâtiments commerciaux sous le Red Ensign. C’est ainsi que le lieutenant médecin Guérisse est nommé au grade de lieutenant-commander (capitaine de corvette) de la Royal Navy Volunteer Reserve (RNVR) et détaché au Naval Intelligence Department. Ayant à prendre un nom anglais afin de ne pas être reconnu comme Belge en cas de capture, il choisit O’Leary, nom d’un Canadien français qu’il avait côtoyé pendant ses études : avec un tel nom à consonance irlandaise, les Anglais lui attribuent d’emblée le prénom de Patrick. Avec d’autres membres de l’équipage, il reçoit par le Naval Intelligence Service, un entraînement de six semaines d'agent pour des missions d’infiltration en territoire ennemi.
Le Rhin reçoit un armement et prend le nom de HMS Fidelity, destiné à des opérations clandestines. Il opérera en Méditerranée et dans l’Atlantique comme mystery-ship, subissant régulièrement des transformations et des changements d’aspect, spécialisé dans les coups de main de sabotage sur les côtes françaises, la dépose et la récupération d’agents du SOE.
Le 26 avril 1941, il reçoit pour mission de débarquer des agents du SOE à proximité de Collioure sur la côte du Roussillon et d'embarquer une quinzaine d'hommes qui devaient quitter la France. L'embarcation dans laquelle il se trouve est repérée par les garde-côtes qui la prennent en chasse. Le moteur est endommagé et l'équipage est arrêté par les autorités du régime de Vichy. Il se présente sous son identité d'emprunt Patrick O’Leary, mais se déclare aviateur canadien français, dont l'avion a été abattu, cherchant à gagner Gibraltar. Il est successivement emprisonné à Port-Vendres, Marseille, Toulon et enfin Saint-Hippolyte-du-Fort près de Nîmes où de nombreux soldats britanniques sont prisonniers. Il s'évade le 3 juillet en permettant la fuite d'une trentaine de militaires anglais.
Il rejoint à Marseille une ligne d'évasion mise en place en janvier 1941 par le capitaine Ian Garrow qui a déjà pu rapatrier une centaine de militaires britanniques restés sur le territoire français après la capitulation. Tous les membres du réseau sont des résistants français. Garrow a installé à Lille une cellule de recherche et d'acheminement vers la zone non-occupée, établi à Marseille et Perpignan des centres d'hébergement et organisé une filière par les Pyrénées, vers Barcelone puis Gibraltar ou Lisbonne. L'amirauté britannique est interrogée par radio sur le sort de O'Leary: du fait qu'il parle couramment le français et qu'il a bénéficié d'une formation d'agent secret par le Naval Intelligence Service, Garrow souhaite le garder pour adjoint. Il en est informé, par un message à la BBC : « Adolphe doit rester ». O'Leary ne rejoindra donc pas le HMS Fidelity, qui accomplira encore quelques missions en Méditerranée, pour finir par accompagner un convoi dans l'Atlantique en décembre 1942, où il sera torpillé par un sous-marin allemand et disparaîtra corps et biens dans la nuit du 30 décembre 1942.
De juillet à septembre, O'Leary s'occupe personnellement du convoyage de plus de cent évadés. Garrow, recherché par la police, confie la direction de l'organisation à O'Leary. À partir de ce moment, l'organisation va se développer : les aviateurs abattus sont de plus en plus nombreux, et comme beaucoup de militaires britanniques sont en prison ou en camp d'internement, des plans d'évasion groupée sont étudiés. De nouvelles filières s'organisent pour évacuer des « colis » vers l'Espagne ou la Méditerranée. Un aviateur abattu dans le Nord peut ainsi être évacué par l'Espagne en douze jours. En octobre, Garrow est capturé par la milice de Vichy. Londres confirme O'Leary dans sa fonction de chef du réseau. Le réseau va étendre son activité jusqu'au sud de la Belgique et au Grand-Duché de Luxembourg. Son chef doit déléguer le recrutement de nouveaux agents à des responsables locaux, ce qui facilite l'introduction de traîtres.
En février 1942, sur ordre de Londres, il passe les Pyrénées et rejoint Gibraltar pour recevoir des ordres du MI9 (Branche Évasion du Military Intelligence). La discussion porte notamment sur le rôle d'Harold Cole, dont O'Leary est convaincu qu'il a trahi et vendu aux allemands les membres du secteur nord du réseau et sur l'organisation d'évasions de masse d'aviateurs et de militaires du corps expéditionnaire britannique récemment transférés dans des camps de détention dans le sud de la France. Début avril, il est de retour en France, déposé clandestinement avec un opérateur-radio par un chalutier sur la côte, il reprend son activité de chef du réseau. En mai, a lieu le procès de Garrow (défendu par Gaston Deferre) qui est condamné à dix ans de prison. En juillet, O'Leary apprend par radio qu'il est décoré par les britanniques de l'Ordre du Service distingué (DSO). Jusqu'à l'occupation en novembre 1942 de la zone libre par les Allemands, plusieurs embarquements d'aviateurs sont organisés sur la côte méditerranéenne, à chaque fois de 35 à 50 hommes (Canet-Plage, St-Pierre Plage, calanques de Cassis...). Ensuite, ce ne sera plus possible vers Gibraltar qu'avec l'aide de passeurs espagnols anti-franquistes (notamment le groupe de Francisco Ponzan Vidal), au travers des Pyrénées puis la traversée de l'Espagne. La Gestapo, désormais très active dans l'ex-zone non occupée, resserre son emprise autour du réseau. En décembre, les Britanniques demandent le retour de Garrow à Londres. Grâce à un uniforme de gardien de contrefaçon que O'Leary et Nancy Wake lui font parvenir dans sa cellule du camp de prisonniers de Mauzac (Dordogne), Garrow s’échappe le 8 décembre et sera rapatrié vers l'Angleterre. O'Leary poursuit l'extension du réseau, récupérant des aviateurs jusqu'au nord de la France et en Belgique.
En janvier 1943, il apprend qu'il est proposé pour la Médaille du Courage polonaise. En février, la filière est infiltrée et trahie par le Français Roger Le Neveu dit « Le légionnaire ». Le 2 mars, O'Leary est arrêté dans un bar de Toulouse. Pour prévenir les membres du réseau et les britanniques du MI9, il s’arrange pour que l’un des plus jeunes membres du réseau, Fabien de Cortes, avec qui il a été arrêté, parvienne à s'évader du train qui les transporte vers la prison. Soumis à la torture, O'Leary ne parle pas. La Gestapo ne le connait que sous son identité de Canadien Français, officier de la Royal Navy, et jusqu'à la fin de la guerre, personne de son entourage ne connaîtra sa véritable identité de médecin militaire belge. La filière d'évasion sera reprise par Marie-Louise Dissard sous le nom de réseau Françoise. D'octobre 41 à mars 43, la filière rapatriera vers l’Angleterre plus de 600 aviateurs abattus, britanniques, américains et polonais et quelque 50 agents des services secrets anglais, ainsi que des rescapés de Saint-Nazaire et de Dieppe.
Le 16 septembre 1943, il est catégorisé Nacht und Nebel, c'est-à-dire destiné à disparaître « dans la nuit et le brouillard », et est transféré à la prison de la Gestapo à Neue Bremm (Sarrebruck) où il est soumis à de sévères sévices. Le 15 octobre 1943, il est déporté au camp de concentration de Mauthausen où il est affecté à travailler à la carrière de granit. Le 20 juin 1944, il est transféré au camp de Natzwzeiler Struthof (Alsace). Il assiste à l’arrivée au camp de quatre agents féminins du SOE: Andrée Borrel, Vera Leigh, Diana Rowden et Sonia Olschanezky, qui sont toutes exécutées et brûlées au four crématoire. Après la guerre, O'Leary et Brian Stonehouse témoigneront du sort de ces femmes lors des procès pour crimes de guerre nazis. Le 4 septembre 1944, il est transféré au Camp de concentration de Dachau. Le 4 octobre, il est affecté à l'Außenkommando de Bad Tölz d'où il parvient, via un prisonnier de guerre britannique rencontré au chargement de charbon à la gare, à faire passer un message qui parviendra en Angleterre, faisant savoir que « Pat est vivant en Allemagne ». Le 12 janvier 1945, il est ramené au camp de Dachau. Il participe alors à la création du Comité international clandestin des Prisonniers avec les représentants des 16 nationalités présentes, qui le choisissent comme Président. Ce comité va pendant les trois derniers mois parvenir à empêcher des exécutions et des transferts par des substitutions d'identité. Le 29 avril, le camp de Dachau est libéré par le 157e Infantry (en) de la 45e division d'infanterie de l'armée américaine. À la demande des Américains et avec leur aide, O’Leary assure le commandement du camp pendant une dizaine de jours avant d'être rappelé le 9 mai à Londres, via Paris, où il est accueilli par une représentante du bureau du M.I.9, Sylvia Cooper-Smith qu'il épousera en 1947  !

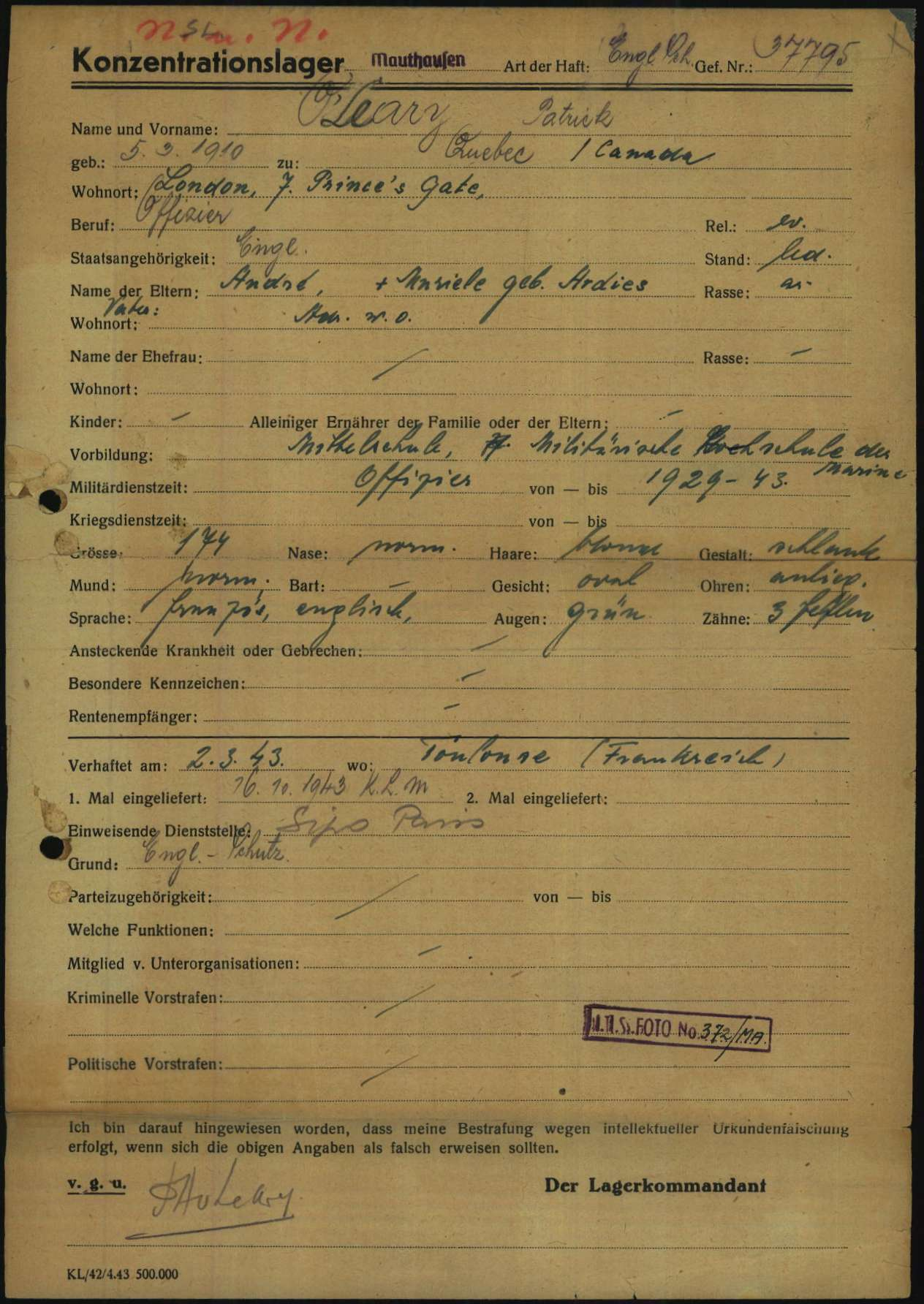
Formulaire d'enregistrement de “Pat O'Leary” en tant que prisonnier à Mauthausen
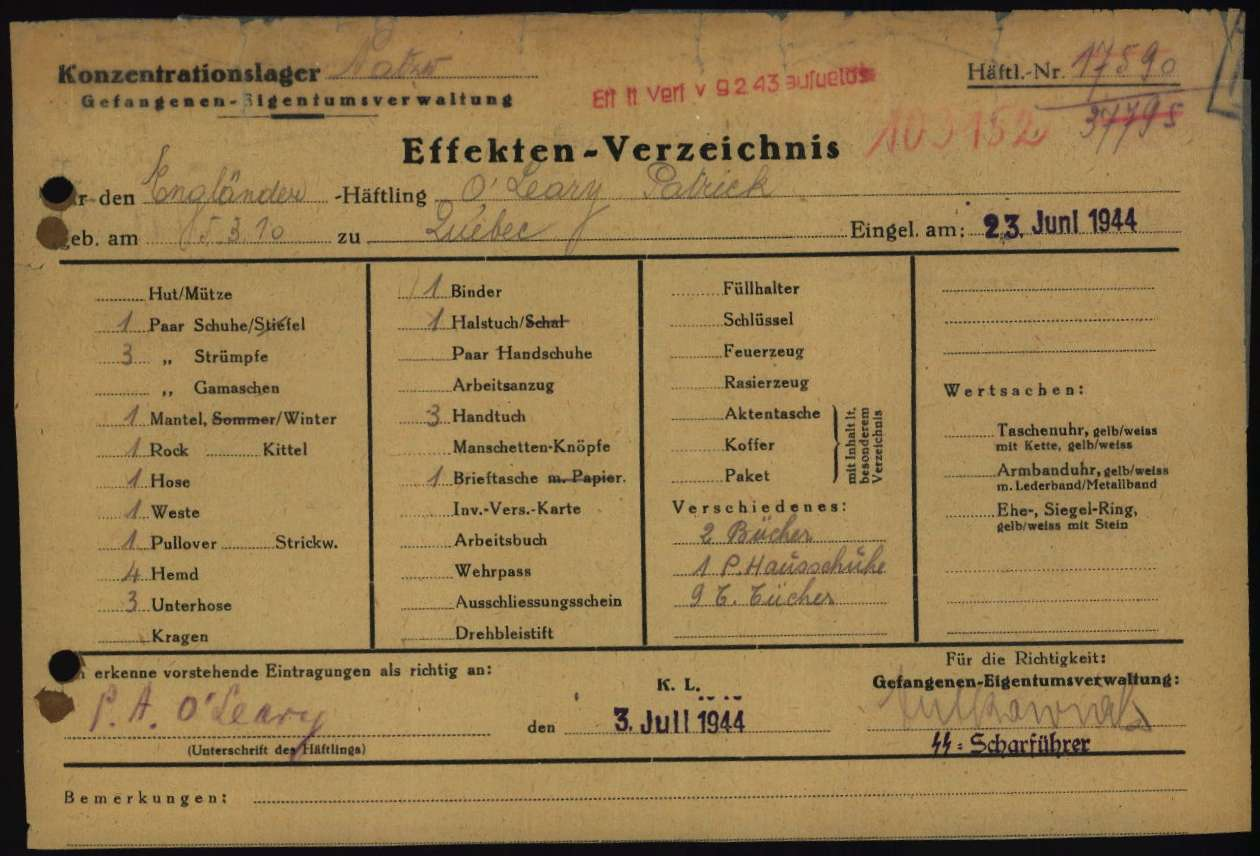
Liste des effets personnels à Natzweiler
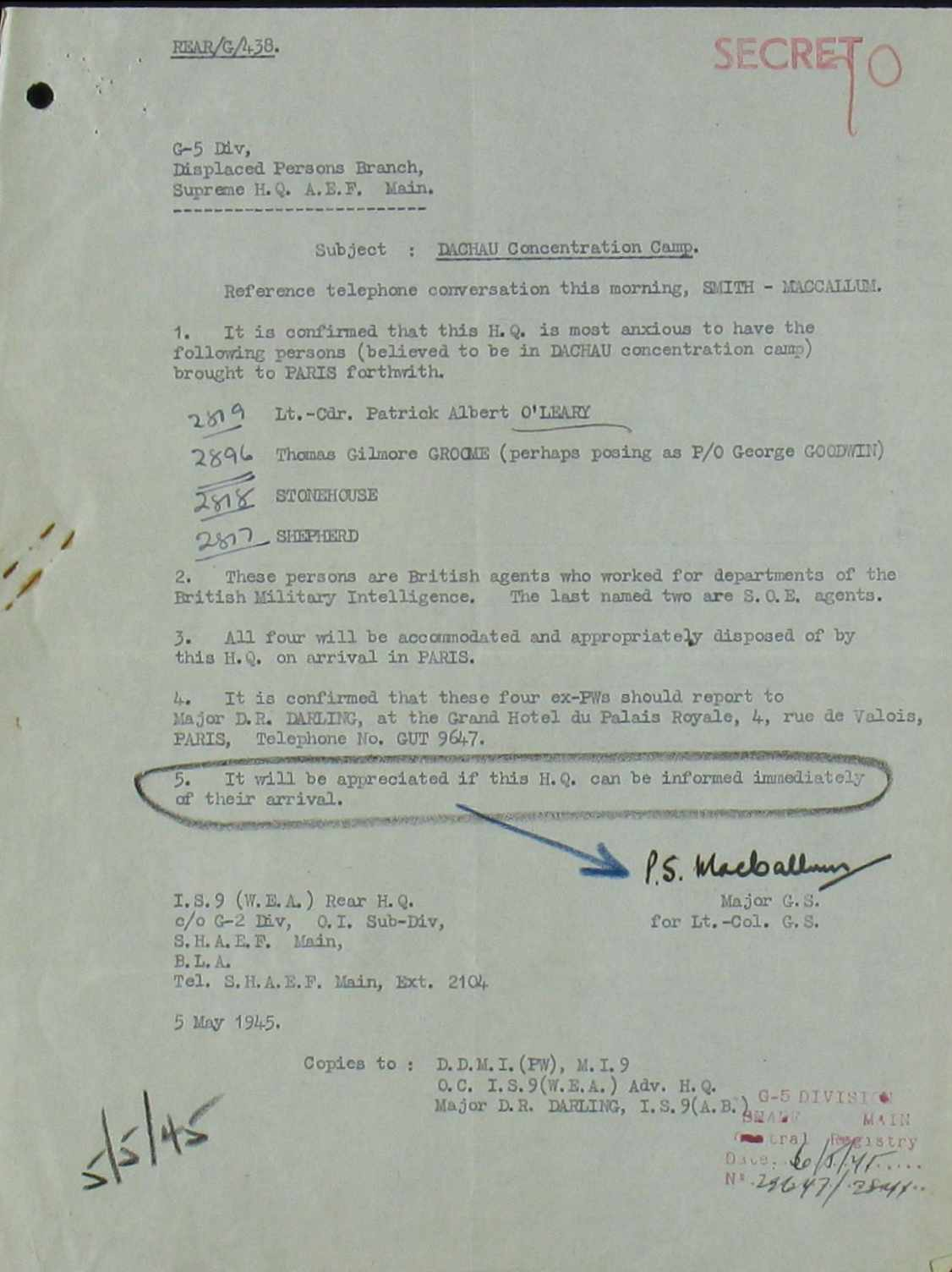
Demande (estampillé « SECRET ») de son rapatriement après la libération de Dachau
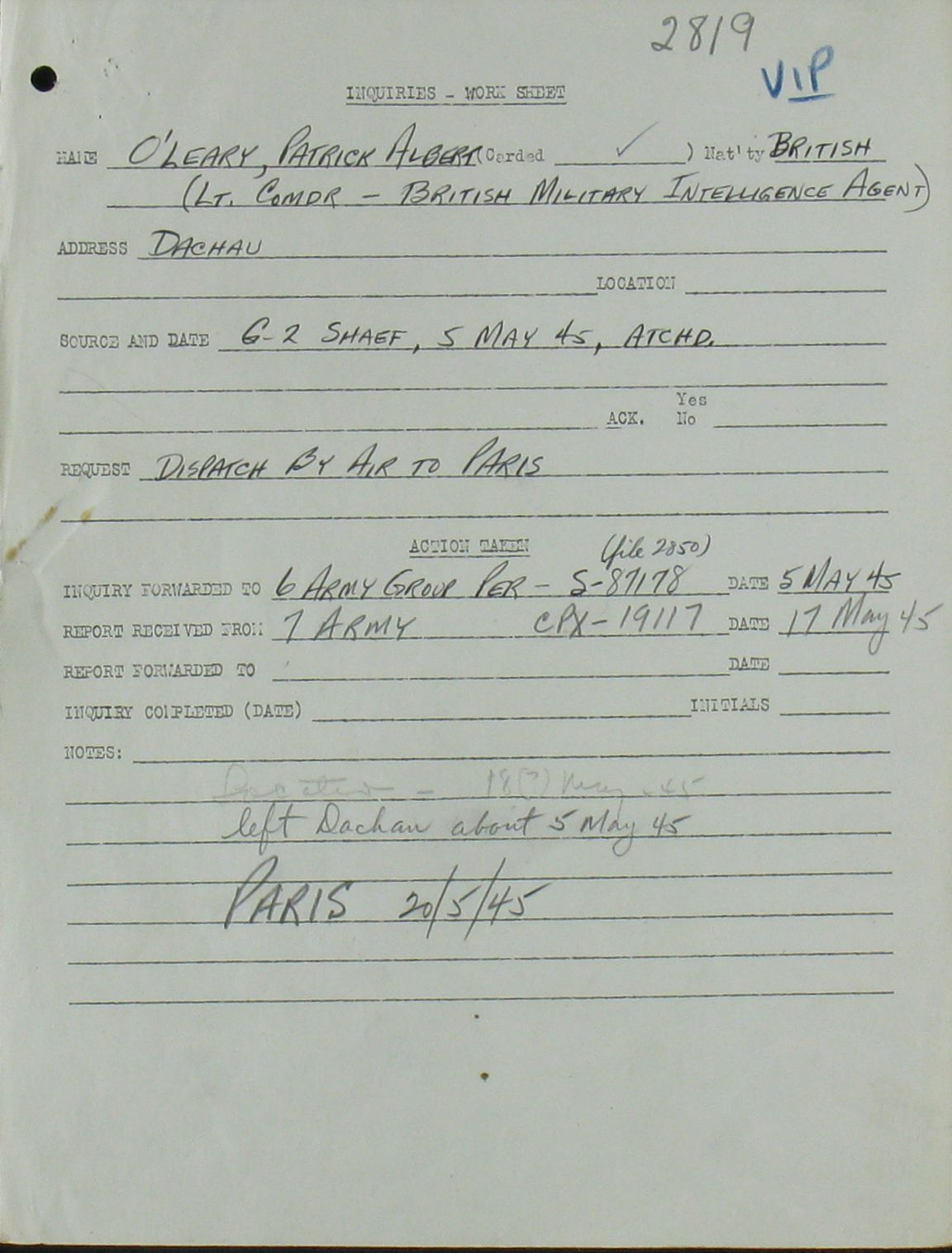
Fiche de travail sur la demande de rapatriement de « Patrick Albert O'Leary » (classé “VIP”)
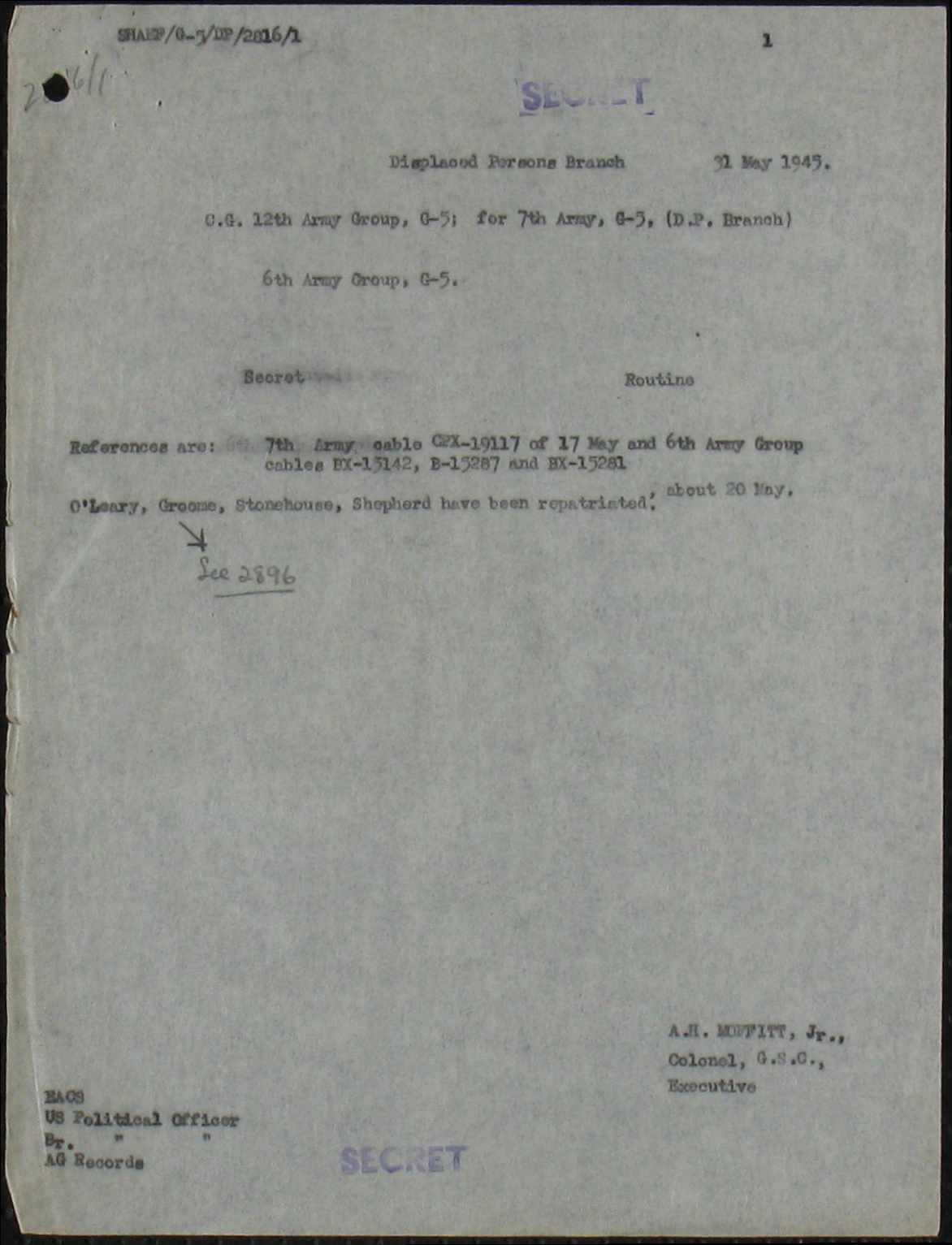
Rapport (estampillé « SECRET ») sur son rapatriement

### Après la guerre
Il restera commissionné dans la Royal Navy pendant encore 18 mois. Pour répondre de l’activité de guerre du réseau, il est détaché à l’ambassade britannique à Paris. En 1946, il est désigné comme membre de la War Crime Commission au procès de Nuremberg. Fin octobre, il est démobilisé de la Royal Navy, reprend son vrai nom et rejoint l'armée belge, dans son unité d'origine, le 1er régiment de Lanciers à Spa. 
En avril 1951, il se porte volontaire pour le bataillon belge engagé par l'ONU en Corée. Il y reste 15 mois et s'y distingue en allant chercher sous le feu ennemi un soldat blessé. À son retour, fin 1952, il est désigné comme adjoint au chef du service médical du 1er Corps d'armée, stationné à Cologne (RFA). En 1961, il est désigné Directeur Inter-Forces du service de santé des Forces belges en Allemagne. Il prend sa retraite, avec le grade de général-major en 1970. De 1956 à 1985, il préside le Comité International de Dachau (CID), obtenant de l’État de Bavière dès 1958 un subside pour la transformation du camp en mémorial et en 1966 une convention pour le classement protégé du site et du musée, et leur entretien sous contrôle du CID.
Albert Guérisse meurt à Waterloo (Belgique) le 26 mars 1989, à l’âge de 78 ans.
En 1991, un mémorial en l'honneur d'Albert Guérisse est érigé à Saint-Hubert.

## Distinctions

### Décorations
Albert Guérisse a reçu 36 décorations de différents pays, notamment :

#### Nations-Unies
- United Nations Service Medal Korea

#### Royaume-Uni
- Ordre du Service distingué Distinguished Service Order (D.S.O.) en 1942
- George Cross[22] en 1946 (dont il est le seul citoyen non-britannique au monde à en avoir été honoré)
- Atlantic Star with one rosette
- Africa Star

#### France
- Officier de la Légion d'honneur
- Croix de guerre 1939-1945 avec étoile en Vermeil (2 citations)
- Médaille de la Résistance française (décret du 31 mars 1947)
- Médaille commémorative des services volontaires dans la France libre
- Médaille d'honneur des épidémies
- Médaille commémorative de la guerre 1939-1945
- Médaille d'honneur du service de santé des armées

#### États-Unis
- Officier de la Légion du Mérite
- Medal of Freedom with gold palm
- Presidential Unit Citation

#### Belgique
- Croix Militaire de 2e classe
- Croix de guerre 1940-1945 (5 citations)
- Médaille de la résistance armée 1940-1945
- Croix des évadés 1940-1945
- Croix du prisonnier politique 1940-1945 avec 5 étoiles
- Grand officier de l'ordre de la Couronne
- Médaille militaire de 1re classe pour acte de courage
- Croix Militaire de 1re classe
- Grand officier de l'ordre de Léopold avec palme
- Commandeur de l'ordre de Léopold II
- Fourragère de l'ordre de Léopold
- Médaille commémorative de la guerre 1940-1945 avec les barrettes « La Lys » et « La Gette »
- Médaille de Volontaire de Guerre combattant avec barrette en argent « Corée »
- Médaille commémorative pour missions ou opérations à l'étranger avec barrette en bronze « Corée ».

#### Pologne
- Croix de la Vaillance

#### Corée
- Cheon-Su National Security Medal
- Korean War Service Medal
- Chung Mu Distinguished Military Medal with Silver Star.
- Order of Military Merit (Korea) (en)

#### Grand-duché de Luxembourg
- Croix d'Honneur et du Mérite Militaire en Vermeil avec Palmes

### Anoblissement
- Chevalerie honoraire de l’Ordre de l'Empire britannique (Knight of the British Empire - K.B.E.) en 1980
- Concession nobiliaire du titre de comte en 1989 par Baudouin, roi des Belges et incorporé au sein de la noblesse de Belgique.

## Citations

### Citation à l'ordre du 1erRégiment de Lanciers et Croix de Guerre (B)
« Le 11 mai 1940, à Juprelle, le 1er Régiment de Lanciers fut soumis sur route en colonne et à l'arrêt, sans aucun moyen efficace de riposte, à un bombardement intensif aérien, qui dura avec de courtes intermittences de 16h à 20h. Le Régiment éprouva des pertes sévères. N'hésitant pas à payer de sa personne, le lieutenant médecin Guérisse se porte au secours des blessés et des mourants, sous le feu, obligé pour ce faire de quitter l'abri constitué par la voûte d'une cave où s'était réfugié une partie de l'état-major. Guérisse, qui s'est du reste par la suite distingué encore de façon plus éclatante, n'a donc pas hésité dès le premier jour de la campagne à donner à tous les exemples du courage et du sentiment du devoir. »

### Croix de Guerre (B)
« Le 11 mai 1940 à Juprelle, alors que son régiment était soumis à des bombardements aériens violents et meurtriers, n'a pas hésité à se porter sous le feu, au secours des blessés et des mourants. À montrer le même mépris du danger les 25 et 26 mai aux combats de Geluwe, en se portant à de nombreuses reprises sur la ligne de feu, pour y prodiguer ses soins et ses encouragements. »

### Officier de la Légion d'Honneur (F)
« Guerrier prestigieux, magnifique officier, n'a cessé durant cinq ans de rendre les plus grands services à la cause alliée. Rallie l'Angleterre en 1940 après une évasion difficile à bord d'un bâtiment français. Devenu dans la marine britannique le lieutenant commander Patrick O'Leary, prend part en qualité de chef d'une équipe franco-belge, à bord d'un bateau piège HMS- Fidelity - ex RHIN - à de nombreuses missions spéciales sur les côtes de France occupées par l'ennemi. Donne au cours de ses missions de multiples preuves de son courage. Demeuré en France en juillet 41 au cours d'une de ses missions, fonde et dirige pendant un an et demi le réseau PAT, sauvant de la captivité plusieurs centaines d'aviateurs alliés descendus en France en les aidant à rejoindre les forces combattantes. Arrêté en mars 43, torturé par la Gestapo, condamné à mort, déporté à Mauthausen, puis à Dachau, devient dans ce camp le président du comité international de résistance du camp. Ne se départit jamais de son moral élevé, de sa foi en la victoire finale et de son idéal d'homme libre. A bien mérité de sa Patrie, de la France et des Nations Alliées. »

### Croix de Guerre (F)
« Résistant de la première heure, il fut arrêté le 26 avril 1941 au cours d'une tentative de débarquement sur les côtes de France et interné au camp de St-Hippolyte-du-Fort (Gard). S'évada le 4 juillet 1941 après avoir permis à 30 militaires anglais de prendre la fuite. Prit en octobre 1941 le commandement d'un important réseau d'évasion dont les filières couvriront bientôt toute l'étendue du territoire français. Parmi ses innombrables exploits, il compte l'évacuation de 125 militaires alliés, effectués en cinq embarquements. Son réseau rapatria de 1941 à 1943 plus de 600 militaires alliés. Arrêté le 2 mars 1943 sur dénonciation, torturé par la Gestapo, réussit en plein interrogatoire à faire disparaître des pièces compromettantes pour ses agents arrêtés. Déporté en septembre 43 à Natzwzeiler, puis à Dachau, il eut une conduite au-dessus de tous éloges. Patriote ardent, chef remarquable, Albert Guérisse dont le pseudonyme Patrick O'Leary est devenu légendaire dans les groupes d'évasions, restera l'une des plus belles figures de la résistance française. »

### Médaille d'Honneur des Épidémies (F)
« Pour soins donnés aux prisonniers de Dachau, alors qu'il y était lui-même détenu. »

### Medal of Freedom with Golden Palm (USA)
« Albert E.M. Guérisse, alias Patrick O'Leary, belgian civilian, for exceptionnally meritorious achievement which aided the United Statesin the prosecution of the war against the enemy in Continental Europe, while on duty whith the british Royal Navy, from december 1940 to March 1943. With total disregard for the extreme dangers in which his activities placed him, he carried out a long series of brilliant operations in enemy ocupied France, resulting in the safe evacuation of more than three hundred Allied military personnel. His bold conceptions, exemplary courage and his extraordinary capacity for organisation and leadership marked him as one of the most outstanding leaders in the invaluable work of escape and evasion and contributed immesurably to the success of the war effort. Thereby meriting the highest praise and recognition of the United States. »

### War Medal of the Republic of Korea
« S'est offert volontairement pour aller chercher un blessé se trouvant sous l'action directe des mitrailleuses ennemies à 100 mètres. Aidé par un tank, a réussi à sauver la vie du soldat Herlin, l'a évacué à la station de soins et a ensuite rejoint le bataillon en hélicoptère. »

### Officier de l'Ordre de Léopold avec Palme (B)
« Officier médecin d'une énergie indomptable, fit preuve à maintes reprises d'intrépidité, de ténacité et de mépris de la mort. Lors de la capitulation française, rejoignit Gibraltar ou sur ses instances, il fut incorporé dans la marine britannique sous le nom de Patrick Albert O'Leary. En qualité de lieutenant commander, participa à une série d'opérations dans la Méditerranée où il fut malheureusement capturé en avril 1941. S'évada et constituera en France un groupe d'action favorisant l'évasion des militaires alliés. Se vit octroyer en 1942 la D.S.O. en récompense de ses mérites. En mars 1943 fut arrêté par la Gestapo et soumis à l'interrogatoire. Dirigé sur les camps de concentration, passa par Neuebrenne et Dachau où il se distingua par son cran et sa résistance à l'action ennemie. En mai 1945 lors de la libération du camp de Dachau, resta auprès de ses compagnons d'infortune, auquel il prodigua ses soins, jusqu'à ce qu'il reçut l'ordre de rentrer au pays. »

### Officier de l'Ordre de Léopold II avec palme (B)
« Officier médecin au service des Nations unies en Corée, a toujours fait preuve d'une énergie indomptable et d'un mépris absolu du danger. Au cours de l'action du 23 avril 1951,s'est offert spontanément pour aller rechercher un blessé grave à moins de 150 mètres des lignes ennemies; a réussi avec l'aide d'un tank américain et sous une grêle de balles à le ramener au poste de secours.Cette mission accomplie, insista pour rejoindre immédiatement le bataillon qui était encerclé, opération qu'il effectua par hélicoptère. »

## Filmographie
- Albert Guérisse a été l'invité de deux émissions de This Is Your Life (en)[23] (documentaires biographiques télévisés de la BBC), le 28 novembre et le 5 décembre 1963.

## Sources
- (en) « Conscript Heroes, The Pat O’Leary (or PAO) Escape Line »
- (en) « Major-Gen Albert-Marie Guérisse : the Pat 0'Leary escape line »